# Narjiss Nejjar
Narjiss Nejjar (نرجس النجار) és una guionista i directora de cinema marroquí, nascuda a Tànger el 1971 .

## Biografia
L'any 2000, Narjiss Nejjar va crear a París la productora Terre Sud Films.
El 2003, el seu primer llargmetratge, Les Yeux secs, fou presentada a 56è Festival Internacional de Cinema de Canes en la secció Quinzena de Cineastes. va ser aquell mateix any que va néixer el seu fill Sofiane
A més, és autora de la novel·la Cahiers d'empreintes (1999).
El 2010, va interpretar el seu propi paper al documental d'Abdelkader Lagtaâ sobre el cinema marroquí: Entre désir et incertitude, pel·lícula que es va presentar a l'Institut Lumière durant l'acte: Fenêtre sur le cinema du Sud.
El 2011 va rodar el seu segon llargmetratge, L'Amante du Rif, una adaptació de la novel·la homònima de Noufissa Sbaï.
Des del 2018, Narjiss Nejjar és director de la cinemateca marroquina del CCM a Rabat (Centre Cinematogràfic del Marroc).
És filla de la novel·lista Noufissa Sbaï.

## Filmografia
- 1994 : L'Exigence de la dignité (documental)[1].
- 1996 : Khaddouj, Mémoire de Targha (doc.)
- 2001 : Le Septième Ciel (curtmetratge)
- 2001 : Le Miroir du fou (curtmetratge)
- 2002 : La Parabole ou La Rive des muets (curtmetratge)
- 2003 : Les Yeux secs (al ouyoune al jaffa)
- 2006 : Wake Up Morocco (inhad ya maghrib[1])
- 2009 : Les Casablancaises
- 2010 : Terminus des anges (pel·lícula col·lectiva)
- 2010 : Entre désir et incertitude
- 2011 : L'Amante du Rif
- 2018 : Apatride (sobre el tema de l'expulsió de marroquins d'Algèria el 1975)[7]

## Distincions
- Festival national marocain du film 2003 : premi a l’opera prima per Les Yeux secs.[8]
- Festival Internacional de Cinema Francòfon de Namur 2003: Bayard d'or al millor guió per Les Yeux secs.[9]

## Bibliogrpfia
- . Traducció: Allison Brown.  Le Caire/ New York: The American University in Cairo Press, 2005, p. 484. Hillauer.
- Fahd Iraqi «L'interrogatoir. “J’aime Mohammed VI”». TelQuel [Casablanca], du 3 au 9 décembre 2011. Arxivat de l'original el 2015-08-09. Iraqi [Consulta: 5 juny 2024].

## Enllaços exerns
- «L'Amante du Rif» (vidéo). www.imaroc-contemporain.org.  Institut du monde arabe.